# Coelotes uenoi
Coelotes uenoi là một loài nhện trong họ Amaurobiidae.
Loài này thuộc chi Coelotes. Coelotes uenoi được miêu tả năm 1971 bởi Yamaguchi & Takeo Yaginuma.